# Universidad Nacional de Comercio y Economía de Kiev
La Universidad Nacional de Comercio y Economía de Kiev (en ucraniano: Київський національний торговельно-економічний університет) es una universidad ubicada en Kiev, Ucrania, fundada en 1946. Actualmente, su estructura se compone de seis facultades (treinta departamentos académicos), seis, nueve institutos de las universidades y tres escuelas comerciales vyzyh ubicadas en Kiev, Járkov, Vínnitsa, Chernivtsi, Jmelnytsky, Uzhgorod, Coloma, Burschtin, Zhitomir y Odesa. Se le considera una de las universidades más respetados de Ucrania y es un centro económico importante para la educación superior y la normalización en el país.

## Historia
1946 - Historia de Universidad Nacional de Comercio y Economía de Kiev se remonta a 1946, cuando se fundó la sucursal de Kiev del Instituto Extramural de Unión Soviética de Comercio Soviético.
1959 - De acuerdo con el Decreto del Consejo de Ministros de la URSS N.º 50 de 14.01.59 la rama fue trasladada a la subordinación de Járkov Instituto de Comercio Soviética, y en el mismo año - a Donetsk Instituto de Comercio Soviética.
1966 - De acuerdo con el Decreto de la URSS Consejo de Ministros N.º 195 del 04.03.1966 Instituto Kiev de Comercio y Economía se estableció.
1994 - De acuerdo con el Decreto del Gabinete de Ministros de Ucrania N.º 542 del 29.08.1994 KITE se transformó en la Universidad Estatal de Comercio y Economía de Kiev.
2000 - De acuerdo con el decreto presidencial N.º 1059/2000 de 11.09.2000 por la considerable contribución al desarrollo de la educación superior y la ciencia en Ucrania, el reconocimiento estatal e internacional de la Universidad se le otorgó el estatus de "Nacional".

## Unidades académicas
La siguiente 6 facultades, regionales institutos de 6, 9 colegios y 3 escuela de comercio más alto:
Facultades:
- Facultad de Comercio Internacional y Derecho;
- Facultad de Economía, Administración y Psicología;
- Facultad de Finanzas y Banca;
- Facultad de sistemas de contabilidad, de auditoría y de información;
- Facultad de restaurantes y hoteles y el turismo de negocios;
- Facultad de Comercio y Márquetin.[5]

Institutos:
- Instituto de Educación Superior (Kiev, es el campus principal);
- Vínnitsa Comercio y el Instituto Económico;
- Járkov Comercio y el Instituto Económico;
- Instituto de Járkov de Hacienda;
- Chernivtsi Comercio y el Instituto Económico;
- Uzhgorod Comercio y el Instituto Económico;
- Odesa Comercio y el Instituto Económico.[5]

Colegios:
- Vínnitsa Comercio y Colegio Económico;
- Burshtyn Comercio y Colegio Económico;
- Járkov Comercio y Colegio Económico;
- Jmelnytsky Comercio y Economía de la universidad;
- Kolomiysky Economía y Derecho de la universidad;
- Odesa Facultad de Economía y Finanzas;
- Uzhgorod Comercio y Colegio Económico;
- Zhitomir Comercio y Colegio Económico;
- Comercio y Colegio Económico (Kiev).[5]

Escuela de comercio más alto:
- Superior Commercial College (Chernivtsi);
- Superior Commercial College (Kiev);
- Superior Commercial College (Uzhgorod).[5]